# Championnats d'Europe de gymnastique artistique féminine 2010
Navigation
Édition précédente Édition suivante
Les 28e championnats d'Europe de gymnastique artistique féminine se déroulent du 28 avril 2010 au 2 mai 2010 à Birmingham au Royaume-Uni.

## Programme
| Date                                  | Heure         | Épreuve                            |
| ------------------------------------- | ------------- | ---------------------------------- |
| 26 & 27 avril                         |               | Entrainement                       |
| 28 avril                              | 09.30 - 23.25 | Qualifications Juniors             |
| 29 avril                              | 10.00 - 19.05 | Qualifications Seniors             |
| 30 avril                              | 15.00 - 17.00 | Concours général individuel junior |
| 1er mai                               | 15.00 - 17.00 | Concours général par équipe senior |
| 2 mai                                 | 10.00 - 11.45 | Finales par engin juniors          |
| 2 mai                                 | 15.00 - 16.45 | Finales par engin seniors          |
| Heure UTC+0 (heure locale) ; source : |               |                                    |

## Podiums
| Épreuves                                        | Or                                              | Argent                   | Bronze                    |
| ----------------------------------------------- | ----------------------------------------------- | ------------------------ | ------------------------- |
| Seniors                                         |                                                 |                          |                           |
| Concours général par équipe résultats détaillés | Russie                                          | Grande-Bretagne          | Roumanie                  |
| Saut de cheval résultats détaillés              | Ekaterina Kurbatova (RUS)                       | Youna Dufournet (FRA)    | Tatiana Nabieva (RUS)     |
| Barres asymétriques résultats détaillés         | Elizabeth Tweddle (GBR)                         | Aliya Mustafina (RUS)    | Nataliya Kononenko (UKR)  |
| Poutre résultats détaillés                      | Elena Amelia Racea (ROU)                        | Aliya Mustafina (RUS)    | Raluca Oana Haidu (ROU)   |
| Sol résultats détaillés                         | Elizabeth Tweddle (GBR)                         | Anna Myzdrikova (RUS)    | Diana Maria Chelaru (ROU) |
| Juniors                                         |                                                 |                          |                           |
| Concours général individuel résultats détaillés | Victoria Komova (RUS)                           | Anastasia Grishina (RUS) | Larissa Iordache (ROU)    |
| Saut de cheval résultats détaillés              | Victoria Komova (RUS)                           | Maria Paseka (RUS)       | Erika Fasana (ITA)        |
| Barres asymétriques résultats détaillés         | Anastasia Grishina (RUS)                        | Victoria Komova (RUS)    | Diana Laura Bulimar (ROU) |
| Poutre résultats détaillés                      | Victoria Komova (RUS)                           | Larissa Iordache (ROU)   | Tess Moonen (NED)         |
| Sol résultats détaillés                         | Anastasia Grishina (RUS) Larissa Iordache (ROU) |                          | Anastasia Sidorova (RUS)  |

## Résultats détaillés

### Seniors

#### Concours général par équipe
Les huit pays qualifiés pour la finale par équipe sont : la Russie, la Roumanie, le Royaume-Uni, la France, l'Italie, l'Ukraine, les Pays-Bas et la Suisse
| Rang               | Équipe              | Saut   | Barres asymétriques | Poutre | Sol    | Total   |
| ------------------ | ------------------- | ------ | ------------------- | ------ | ------ | ------- |
| Médaille d'or      | Russie              | 43.275 | 41.950              | 41.875 | 42.600 | 169.700 |
| Médaille d'or      | Aliya Mustafina     | 14.700 | 14.900              | 14.175 | 14.400 | 169.700 |
| Médaille d'or      | Tatiana Nabieva     | 14.575 | 13.250              | -      | -      | 169.700 |
| Médaille d'or      | Ekaterina Kurbatova | 14.000 | 13.800              | -      | -      | 169.700 |
| Médaille d'or      | Anna Myzdrikova     | -      | -                   | 13.550 | 14.475 | 169.700 |
| Médaille d'or      | Ksenia Semenova     | -      | -                   | 14.150 | 13.725 | 169.700 |
| Médaille d'argent  | Grande-Bretagne     | 41.675 | 43.775              | 40.125 | 42.700 | 168.275 |
| Médaille d'argent  | Elizabeth Tweddle   | -      | 15.850              | -      | 14.925 | 168.275 |
| Médaille d'argent  | Rebecca Downie      | 14.075 | 14.350              | 14.100 | -      | 168.275 |
| Médaille d'argent  | Nicole Hibbert      | 13.900 | 13.575              | 12.925 | -      | 168.275 |
| Médaille d'argent  | Niamh Rippin        | -      | -                   | 13.100 | 14.350 | 168.275 |
| Médaille d'argent  | Jocelyn Hunt        | 13.700 | -                   | -      | 13.425 | 168.275 |
| Médaille de bronze | Roumanie            | 41.975 | 40.825              | 41.000 | 41.175 | 164.975 |
| Médaille de bronze | Ana Porgras         | -      | 13.700              | 14.800 | -      | 164.975 |
| Médaille de bronze | Elena Amelia Racea  | 14.100 | 13.975              | 14.100 | 13.650 | 164.975 |
| Médaille de bronze | Diana Maria Chelaru | 14.250 | -                   | -      | 14.200 | 164.975 |
| Médaille de bronze | Raluca Oana Haidu   | 13.625 | 13.150              | 12.100 | 13.325 | 164.975 |
| 4                  | France              | 41.750 | 40.125              | 40.875 | 40.825 | 163.575 |
| 4                  | Marine Brevet       | -      | -                   | 13.450 | 13.825 | 163.575 |
| 4                  | Youna Dufournet     | 14.200 | 13.725              | 14.625 | 13.775 | 163.575 |
| 4                  | Aurélie Malaussena  | 13.825 | 13.125              | -      | -      | 163.575 |
| 4                  | Pauline Morel       | 13.725 | 13.275              | 12.800 | 13.225 | 163.575 |
| 5                  | Italie              | 40.950 | 39.475              | 40.900 | 40.350 | 161.675 |
| 5                  | Vanessa Ferrari     | 13.650 | 13.825              | 14.100 | 13.950 | 161.675 |
| 5                  | Elisabetta Preziosa | 13.725 | 12.600              | 12.900 | 13.075 | 161.675 |
| 5                  | Paola Galante       | -      | 13.050              | 13.900 | -      | 161.675 |
| 5                  | Federica Macri      | 13.575 | -                   | -      | 13.325 | 161.675 |
| 6                  | Suisse              | 41.250 | 39.100              | 38.250 | 37.575 | 156.175 |
| 6                  | Ariella Kaeslin     | 14.350 | 13.475              | 14.050 | -      | 156.175 |
| 6                  | Jennifer Senn       | -      | 12.775              | -      | 11.850 | 156.175 |
| 6                  | Jessica Diacci      | 13.075 | -                   | 12.325 | 13.250 | 156.175 |
| 6                  | Giulia Steingruber  | 13.825 | 12.850              | 11.875 | 12.475 | 156.175 |
| 7                  | Pays-Bas            | 40.525 | 37.250              | 38.975 | 39.250 | 156.000 |
| 7                  | Celine Van Gerner   | -      | 13.475              | 13.925 | 12.975 | 156.000 |
| 7                  | Mayra Kroonen       | 13.525 | -                   | 12.025 | 13.150 | 156.000 |
| 7                  | Wyomi Masela        | 13.575 | 12.550              | -      | 13.125 | 156.000 |
| 7                  | Yvette Moshage      | 13.425 | 11.225              | -      | -      | 156.000 |
| 7                  | Sanne Wevers        | -      | -                   | 13.025 | -      | 156.000 |
| 8                  | Ukraine             | 41.600 | 36.550              | 36.875 | 40.350 | 155.375 |
| 8                  | Nataliya Kononenko  | -      | 14.625              | 12.600 | -      | 155.375 |
| 8                  | Angelina Kysla      | 13.575 | -                   | -      | 13.600 | 155.375 |
| 8                  | Alina Fomenko       | 14.100 | 8.225               | -      | 13.225 | 155.375 |
| 8                  | Yana Demyanchuk     | -      | 13.700              | 12.250 | -      | 155.375 |
| 8                  | Valentyna Holenkova | 13.925 | -                   | 12.025 | 13.525 | 155.375 |

#### Saut
| Rang               | Gymnaste                  | Saut 1  | Saut 1  | Saut 1 | Saut 1  | Saut 2  | Saut 2  | Saut 2 | Saut 2  | Total  |
| Rang               | Gymnaste                  | Score D | Score E | Pén.   | Score 1 | Score D | Score E | Pén.   | Score 2 | Total  |
| ------------------ | ------------------------- | ------- | ------- | ------ | ------- | ------- | ------- | ------ | ------- | ------ |
| Médaille d'or      | Ekaterina Kurbatova (RUS) | 5.800   | 8.675   |        | 14.475  | 5.600   | 8.500   |        | 14.100  | 14.287 |
| Médaille d'argent  | Youna Dufournet (FRA)     | 5.300   | 8.900   |        | 14.200  | 5.600   | 8.750   |        | 14.350  | 14.275 |
| Médaille de bronze | Tatiana Nabieva (RUS)     | 5.800   | 8.625   |        | 14.425  | 5.200   | 8.675   |        | 13.875  | 14.150 |
| 4                  | Diana Maria Chelaru (ROU) | 5.800   | 8.575   |        | 14.375  | 5.300   | 8.450   |        | 13.750  | 14.062 |
| 5                  | Ariella Kaeslin (SUI)     | 6.300   | 8.125   |        | 14.425  | 5.300   | 8.225   |        | 13.525  | 13.975 |
| 6                  | Renata Toth (HUN)         | 5.300   | 8.175   |        | 13.475  | 5.500   | 8.425   |        | 13.925  | 13.700 |
| 7                  | Elena Amelia Racea (ROU)  | 5.800   | 8.275   |        | 14.075  | 5.000   | 8.250   |        | 13.250  | 13.662 |
| 8                  | Nicole Hibbert (GBR)      | 5.300   | 8.200   |        | 13.500  | 5.200   | 7.350   |        | 12.550  | 13.025 |
| Rang               | Gymnaste                  | Saut 1  | Saut 1  | Saut 1 | Saut 1  | Saut 2  | Saut 2  | Saut 2 | Saut 2  | Total  |

#### Barres asymétriques
| Rang               | Gymnaste                 | Score D | Score E | Pén. | Total  |
| ------------------ | ------------------------ | ------- | ------- | ---- | ------ |
| Médaille d'or      | Elizabeth Tweddle (GBR)  | 6.800   | 9.075   |      | 15.875 |
| Médaille d'argent  | Aliya Mustafina (RUS)    | 6.700   | 8.350   |      | 15.050 |
| Médaille de bronze | Nataliya Kononenko (UKR) | 6.400   | 8.350   |      | 14.750 |
| 4                  | Tatiana Nabieva (RUS)    | 6.400   | 8.275   |      | 14.675 |
| 5                  | Rebecca Downie (GBR)     | 6.100   | 8.525   |      | 14.625 |
| 6                  | Youna Dufournet (FRA)    | 6.800   | 8.150   | 0.5  | 14.450 |
| 7                  | Vanessa Ferrari (ITA)    | 5.800   | 8.350   |      | 14.150 |
| 8                  | Elisabeth Seitz (GER)    | 5.900   | 8.100   |      | 14.000 |

#### Poutre
| Rang               | Gymnaste                  | Score D | Score E | Pén. | Total  |
| ------------------ | ------------------------- | ------- | ------- | ---- | ------ |
| Médaille d'or      | Elena Amelia Racea (ROU)  | 6.200   | 8.200   |      | 14.400 |
| Médaille d'argent  | Aliya Mustafina (RUS)     | 6.000   | 8.375   |      | 14.375 |
| Médaille de bronze | Raluca Oana Haidu (ROU)   | 5.800   | 8.150   |      | 13.950 |
| 4                  | Celine Van Gerner (NED)   | 5.500   | 8.350   |      | 13.850 |
| 5                  | Anna Myzdrikova (RUS)     | 5.500   | 7.650   |      | 13.150 |
| 6                  | Elisabetta Preziosa (ITA) | 5.700   | 7.375   |      | 13.075 |
| 7                  | Yana Demyanchuk (UKR)     | 5.900   | 7.000   |      | 12.900 |
| 8                  | Valentyna Holenkova (UKR) | 5.600   | 6.925   |      | 12.525 |

#### Sol
| Rang               | Gymnaste                  | Score D | Score E | Pén. | Total  |
| ------------------ | ------------------------- | ------- | ------- | ---- | ------ |
| Médaille d'or      | Elizabeth Tweddle (GBR)   | 6.200   | 8.625   |      | 14.825 |
| Médaille d'argent  | Anna Myzdrikova (RUS)     | 5.900   | 8.425   |      | 14.325 |
| Médaille de bronze | Diana Maria Chelaru (ROU) | 6.000   | 8.225   | 0.1  | 14.125 |
| 4                  | Vanessa Ferrari (ITA)     | 5.400   | 8.450   |      | 13.850 |
| 5                  | Elena Amelia Racea (ROU)  | 5.500   | 8.200   |      | 13.700 |
| 6                  | Niamh Rippin (GBR)        | 5.800   | 7.700   | 0.1  | 13.400 |
| 6                  | Marine Brevet (FRA)       | 5.300   | 8.200   | 0.1  | 13.400 |
| 8                  | Aliya Mustafina (RUS)     | 5.700   | 7.525   |      | 13.225 |

### Juniors

#### Concours général individuel
Les résultats des qualifications ont déterminé les 24 participantes à la finale
| Rang               | Gymnaste                       | Saut   | Barres asymétriques | Poutre | Sol    | Total  |
| ------------------ | ------------------------------ | ------ | ------------------- | ------ | ------ | ------ |
| Médaille d'or      | Victoria Komova (RUS)          | 14.525 | 15.325              | 14.100 | 14.425 | 58.375 |
| Médaille d'argent  | Anastasia Grishina (RUS)       | 13.950 | 15.225              | 13.400 | 14.375 | 56.950 |
| Médaille de bronze | Larisa Iordache (ROU)          | 13.650 | 13.150              | 14.675 | 14.200 | 55.675 |
| 4                  | Diana Laura Bulimar (ROU)      | 13.125 | 12.575              | 14.150 | 14.325 | 54.175 |
| 5                  | Erika Fasana (ITA)             | 13.925 | 13.300              | 12.250 | 13.450 | 52.925 |
| 6                  | Anne Kuhm (FRA)                | 13.400 | 13.325              | 12.700 | 13.350 | 52.775 |
| 7                  | Lisa Top (NED)                 | 13.100 | 13.200              | 12.700 | 13.525 | 52.525 |
| 8                  | Carlotta Ferlito (ITA)         | 13.475 | 12.550              | 12.675 | 13.500 | 52.200 |
| 9                  | Tess Moonen (NED)              | 13.075 | 13.625              | 12.600 | 12.850 | 52.150 |
| 10                 | Natalia Zolotaryov (FRA)       | 13.050 | 13.350              | 12.300 | 13.400 | 52.100 |
| 11                 | Jonna Adlerteg (SWE)           | 13.325 | 13.250              | 12.700 | 12.675 | 51.950 |
| 12                 | Khrystyna Sanekova (UKR)       | 13.325 | 12.275              | 12.600 | 13.525 | 51.725 |
| 13                 | Daryna Liubytska (UKR)         | 13.350 | 13.050              | 12.125 | 12.975 | 51.500 |
| 14                 | Laura Mitchell (GBR)           | 13.450 | 12.675              | 11.950 | 13.125 | 51.200 |
| 15                 | Nadia Muelhauser (SUI)         | 13.375 | 12.925              | 11.575 | 12.875 | 50.750 |
| 16                 | Janine Berger (GER)            | 13.575 | 12.325              | 12.050 | 12.600 | 50.550 |
| 17                 | Leilah MacKenzie (GBR)         | 13.525 | 12.825              | 11.200 | 12.875 | 50.425 |
| 18                 | Maria Paula Vargas (ESP)       | 13.600 | 12.125              | 12.175 | 11.800 | 49.700 |
| 19                 | Desiree Baumert (GER)          | 12.825 | 11.600              | 12.225 | 12.775 | 49.425 |
| 19                 | Nadia Baeriswyl (SUI)          | 12.775 | 11.950              | 11.975 | 12.725 | 49.425 |
| 21                 | Dorina Jelencsics (HUN)        | 13.175 | 11.250              | 12.150 | 12.425 | 49.000 |
| 22                 | Anabel Laura Ruiz Walker (ESP) | 13.250 | 11.925              | 10.175 | 12.750 | 48.100 |
| 23                 | Elisavet Tsakou (GRE)          | 12.175 | 11.450              | 11.975 | 12.225 | 47.825 |
| 24                 | Eline Vandersteen (BEL)        | 11.650 | 10.800              | 12.425 | 11.525 | 46.400 |

#### Saut
| Rang               | Gymnaste                 | Saut 1  | Saut 1  | Saut 1 | Saut 1  | Saut 2  | Saut 2  | Saut 2 | Saut 2  | Total  |
| Rang               | Gymnaste                 | Score D | Score E | Pén.   | Score 1 | Score D | Score E | Pén.   | Score 2 | Total  |
| ------------------ | ------------------------ | ------- | ------- | ------ | ------- | ------- | ------- | ------ | ------- | ------ |
| Médaille d'or      | Victoria Komova (RUS)    | 6.500   | 8.700   |        | 15.200  | 5.800   | 8.900   |        | 14.700  | 14.950 |
| Médaille d'argent  | Maria Paseka (RUS)       | 5.800   | 8.700   |        | 14.500  | 5.300   | 8.750   |        | 14.050  | 14.275 |
| Médaille de bronze | Erika Fasana (ITA)       | 5.800   | 8.250   |        | 14.050  | 5.300   | 8.475   |        | 13.775  | 13.912 |
| 4                  | Larissa Iordache (ROU)   | 5.000   | 8.625   |        | 13.625  | 5.300   | 8.800   |        | 14.100  | 13.862 |
| 5                  | Janine Berger (GER)      | 5.000   | 8.600   |        | 13.600  | 5.200   | 8.400   |        | 13.600  | 13.600 |
| 6                  | Dorina Diana Rusu (ROU)  | 5.000   | 8.725   |        | 13.725  | 4.600   | 8.650   |        | 13.250  | 13.487 |
| 7                  | Maria Paula Vargas (ESP) | 4.400   | 8.750   |        | 13.150  | 5.000   | 8.800   |        | 13.800  | 13.475 |
| 8                  | Sophia Serseri (FRA)     | 5.300   | 7.400   |        | 12.700  | 5.000   | 7.375   |        | 12.375  | 12.537 |
| Rang               | Gymnaste                 | Saut 1  | Saut 1  | Saut 1 | Saut 1  | Saut 2  | Saut 2  | Saut 2 | Saut 2  | Total  |

#### Barres asymétriques
| Rang               | Gymnaste                  | Score D | Score E | Pén. | Total  |
| ------------------ | ------------------------- | ------- | ------- | ---- | ------ |
| Médaille d'or      | Anastasia Grishina (RUS)  | 6.500   | 8.875   |      | 15.375 |
| Médaille d'argent  | Victoria Komova (RUS)     | 6.500   | 8.700   |      | 15.200 |
| Médaille de bronze | Diana Laura Bulimar (ROU) | 5.400   | 8.175   |      | 13.575 |
| 4                  | Jonna Adlerteg (SWE)      | 5.000   | 8.125   |      | 13.125 |
| 5                  | Natalia Zolotaryov (FRA)  | 5.100   | 7.425   |      | 12.525 |
| 6                  | Mira Boumejmajen (FRA)    | 5.200   | 7.175   |      | 12.375 |
| 7                  | Giulia Leni (ITA)         | 5.300   | 6.775   |      | 12.075 |
| 8                  | Erika Fasana (ITA)        | 4.500   | 7.075   |      | 11.575 |

#### Poutre
| Rang               | Gymnaste                 | Score D | Score E | Pén. | Total  |
| ------------------ | ------------------------ | ------- | ------- | ---- | ------ |
| Médaille d'or      | Victoria Komova (RUS)    | 5.800   | 9.100   |      | 14.900 |
| Médaille d'argent  | Larissa Iordache (ROU)   | 6.000   | 8.575   |      | 14.575 |
| Médaille de bronze | Tess Moonen (NED)        | 5.700   | 8.275   |      | 13.975 |
| 4                  | Leilah Mackenzie (GBR)   | 5.300   | 8.125   |      | 13.425 |
| 5                  | Anastasia Sidorova (RUS) | 6.000   | 7.375   |      | 13.375 |
| 6                  | M. Neagu (ROU)           | 5.700   | 7.450   |      | 13.150 |
| 7                  | Natalia Zolotaryov (FRA) | 5.400   | 7.250   |      | 12.650 |
| 8                  | Carlotta Ferlito (ITA)   | 5.300   | 7.200   |      | 12.500 |

#### Sol
| Rang               | Gymnaste                  | Score D | Score E | Pén. | Total  |
| ------------------ | ------------------------- | ------- | ------- | ---- | ------ |
| Médaille d'or      | Anastasia Grishina (RUS)  | 5.500   | 8.775   |      | 14.275 |
| Médaille d'or      | Larissa Iordache (ROU)    | 5.800   | 8.475   |      | 14.275 |
| Médaille de bronze | Anastasia Sidorova (RUS)  | 5.700   | 8.500   |      | 14.200 |
| 4                  | Diana Laura Bulimar (ROU) | 5.500   | 8.675   |      | 14.175 |
| 5                  | Doriane Thobie (FRA)      | 5.200   | 8.725   |      | 13.925 |
| 6                  | Erika Fasana (ITA)        | 5.300   | 8.475   | 0.1  | 13.675 |
| 7                  | Lisa Top (NED)            | 5.200   | 8.400   |      | 13.600 |
| 8                  | Desiree Baumert (GER)     | 5.400   | 8.150   | 0.3  | 13.250 |

## Tableau des médailles
| Rang  | Nation          | Or | Argent | Bronze | Total |
| ----- | --------------- | -- | ------ | ------ | ----- |
| 1     | Russie          | 2  | 3      | 1      | 6     |
| 2     | Grande-Bretagne | 2  | 1      | 0      | 3     |
| 3     | Roumanie        | 1  | 0      | 3      | 4     |
| 4     | France          | 0  | 1      | 0      | 1     |
| 5     | Ukraine         | 0  | 0      | 1      | 1     |
| TOTAL | TOTAL           | 5  | 5      | 5      | 15    |

| Rang  | Nation   | Or | Argent | Bronze | Total |
| ----- | -------- | -- | ------ | ------ | ----- |
| 1     | Russie   | 5  | 3      | 1      | 9     |
| 2     | Roumanie | 1  | 1      | 2      | 4     |
| 3     | Italie   | 0  | 0      | 1      | 1     |
| 3     | Pays-Bas | 0  | 0      | 1      | 1     |
| TOTAL | TOTAL    | 6  | 4      | 5      | 15    |